# Jake Weidner
Jake Weidner (* 11. Juni 1992 in Grand Valley, Ontario) ist ein deutsch-kanadischer Eishockeyspieler, der seit August 2021 bei den Kassel Huskies aus der DEL2 unter Vertrag steht und dort auf der Position des Centers spielt. Zuvor war Weidner unter anderem für die Iserlohn Roosters in der Deutschen Eishockey Liga (DEL) aktiv.

## Karriere
Weidner, dessen Großeltern aus Deutschland stammen und nach Kanada auswanderten, begann seine Karriere in der Nähe seiner Heimatstadt Grand Valley. In der Saison 2008/09 spielte er für die Grey-Bruce Highlanders. In den folgenden beiden Jahren lief er in der unterklassigen Juniorenliga Greater Ontario Junior Hockey League (GOJHL) für die Listowel Cyclones und Guelph Hurricanes auf. Die Saison 2011/12 verbrachte Weidner in der höher eingestuften Ontario Junior Hockey League (OJHL) bei den Newmarket Hurricanes. Sein letztes Jahr im Juniorenbereich absolvierte er wieder in der GOJHL und spielte für die Elmira Sugar Kings. Mit 83 Scorerpunkten in 49 Spielen wurde er sechstbester Scorer der Liga.
Zur Saison 2013/14 begann Weidner ein Studium im Bereich Landwirtschaft und Life Sciences an der Cornell University, die zu den renommiertesten Universitäten der Welt zählt. Parallel dazu spielte er für die dortige Eishockeymannschaft, die Cornell Big Red. Der Mittelstürmer startete gut in die Saison und verbuchte in seinen ersten drei Spielen im Spielbetrieb der ECAC Hockey vier Torvorlagen. Im weiteren Verlauf konnte er diese Leistung nicht halten und zählte nicht immer zum Kader der Big Red. Sein erstes Tor erzielte er schließlich im Februar 2014 und absolvierte insgesamt 23 der 32 Spiele seiner Mannschaft. In den folgenden beiden Jahren etablierte sich Weidner im Team als hart arbeitender Spieler, der seinen Fokus vor allem auf das defensive Spiel legte. Aber auch offensiv konnte er seine Bilanz aus dem ersten Jahr jeweils verdoppeln. In seinem letzten Jahr wurde Weidner zum Mannschaftskapitän der Big Red ernannt. Als wichtiger Spieler in Unterzahl und Überzahl trug er maßgeblich dazu bei, dass sich seine Mannschaft zum ersten Mal seit 2012 wieder für das Meisterschaftsturnier der National Collegiate Athletic Association (NCAA) qualifizieren konnte. Dort unterlag man jedoch der University of Massachusetts Lowell und verpasste die Finalserie Frozen Four.
Im April 2017 unterzeichnete Weidner seinen ersten Profivertrag bei den Iserlohn Roosters aus der Deutschen Eishockey Liga (DEL). Nach vier Jahren in Iserlohn und 44 Scorerpunkten für die Roosters wechselte der Kanadier im August 2021 zu den Kassel Huskies in die DEL2.

## Erfolge und Auszeichnungen
- 2013 GOJHL First All-Star Team
- 2013 GOJHL Sportsmanship Award
- 2014 Ivy-League-Meisterschaft mit der Cornell University
- 2017 ECAC Hockey Best Defensive Forward

## Karrierestatistik
Stand: Ende der Saison 2024/25
(Legende zur Spielerstatistik: Sp oder GP = absolvierte Spiele; T oder G = erzielte Tore; V oder A = erzielte Assists; Pkt oder Pts = erzielte Scorerpunkte; SM oder PIM = erhaltene Strafminuten; +/− = Plus/Minus-Bilanz; PP = erzielte Überzahltore; SH = erzielte Unterzahltore; GW = erzielte Siegtore; 1 Play-downs/Relegation; Kursiv: Statistik nicht vollständig)